# Bayerbach
Bayerbach là một đô thị ở huyện Rottal-Inn bang Bayern thuộc nước Đức.